# Garganornis
Garganornis ballmanni
Genre
Espèce
Garganornis (signifiant « oiseau de Gargano ») est un genre fossile d'Anatidae (ordre des Anseriformes) ayant vécu au Miocène dans ce qui était l'île du Gargano dans la région des Pouilles, aujourd'hui dans le Sud de l'Italie. Le genre n'est connu que par son espèce type, Garganornis ballmanni, décrite en 2014. Il s'agit d'une oie de très grande taille, ce qui lui procurait une défense naturelle contre les prédateurs géants de l'île de Gargano qu'étaient Garganoaetus et la chouette géante Tyto gigantea.

## Description

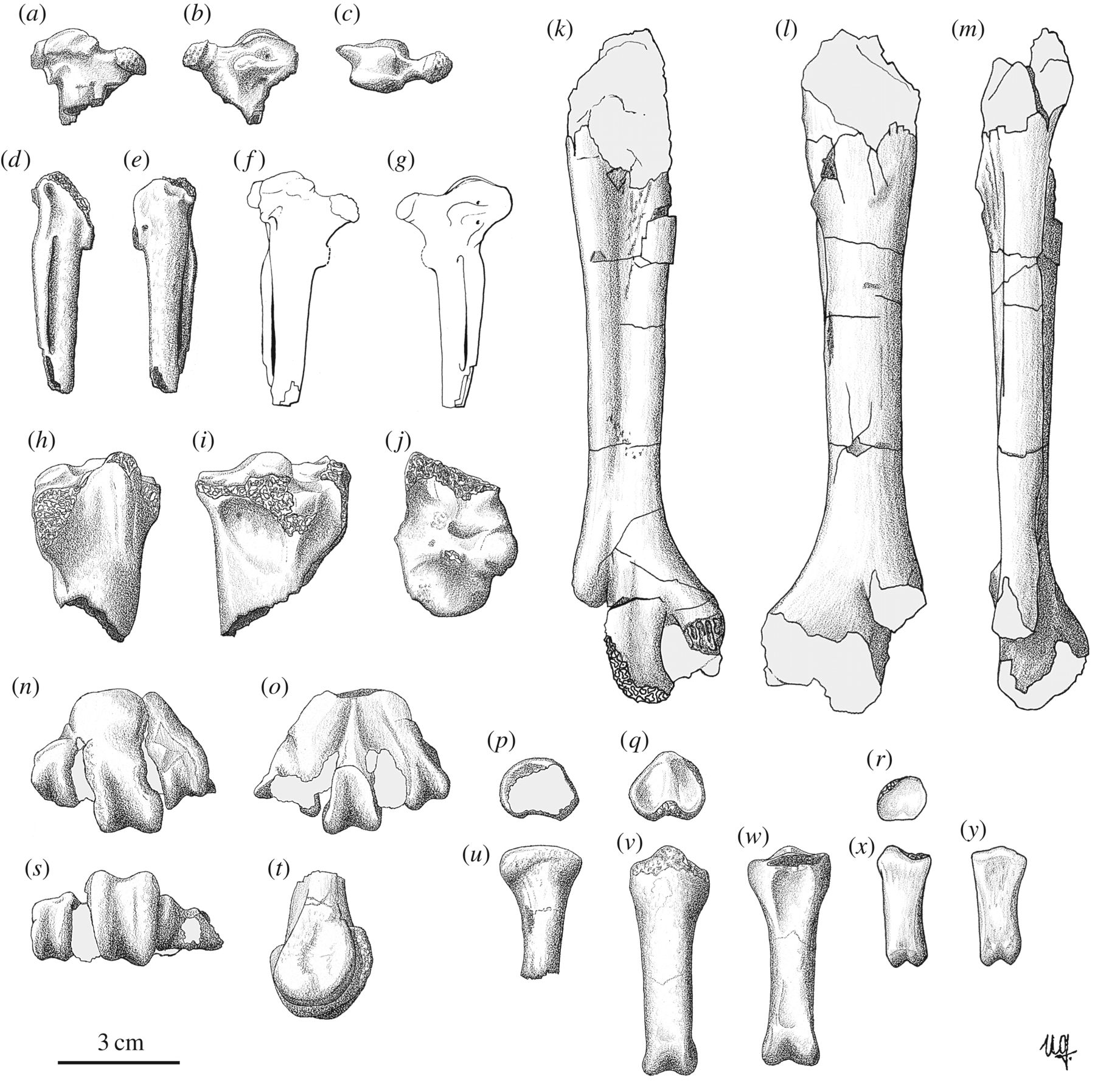
Dessins représentant les restes fossiles de Garganornis.

Garganornis était une oie de très grande taille comparativement aux oies modernes telles que l'Oie cendrée ou la Bernache du Canada. Le tibiotarse de Garganornis était 30% plus large que celui d'un Cygne tuberculé. Sur la base de comparaisons avec ce dernier, il a été estimé que Garganornis avait un poids compris entre 15 et 22 kg, soit plus que tout autre Anatidae actuellement vivant. On pense donc qu'il était probablement incapable de voler. Les carpométacarpes préservés des ailes avaient une tige assez courte et robuste, beaucoup plus courte que n'importe lequel des ansériformes vivants de grande taille capables de voler. Le carpometacarpus était également particulièrement aplati à son extrémité supérieure ; et la trochlée carpe (un processus articulaire osseux qui entraîne l'extension et la flexion des ailes) est réduite et de forme faible, limitant le mouvement du poignet - deux adaptations probables à une vie incapable de voler. Chez certains spécimens de Garganornis, il y a une petite excroissance osseuse sur le dessus du carpometacarpus qui ressemble à celui des cygnes, des oies, des canards et d'autres ansériformes ; cette excroissance était probablement utilisée dans les combats, comme chez d'autres membres actuels du groupe. Le tarsométatarse du pied était également court et robuste. Les processus connus sous le nom de trochlée métatarsi II et IV, sur la partie inférieure du tarsométatarse, sont de longueur plus égale que la plupart des autres ansériformes, à l'exception des Céréopses cendrés, des Anhimidae et du cygne géant Cygnus falconeri, aujourd'hui disparu. Les os des phalanges des orteils sont également relativement robustes et similaires à ceux d'autres ansériformes géants.

## Découverte
Les premiers restes de Garganornis ont été découverts dans le remplissage de la fissure Posticchia 5 près de la ville d'Apricena dans le Gargano, en Italie. Ces dépôts font partie de l'assemblage faunique du Miocène Mikrotia (du nom d'un abondant rongeur muridé), dont l'âge a été daté de 6 à 5,5 Millions d'années. L'holotype se compose d'un seul tibiotarse gauche partiel, catalogué sous le numéro RGM 443307, décrit par Meijer en 2014.
Du matériel supplémentaire a ensuite été décrit dans le Gargano par Pavia et al. en 2016, composé de carpométacarpes partiels (DSTF-GA 49, NMA 504/1801), d'un seul tibiotarse endommagé (DSTF-GA 77), de tarsométatarsiens partiels (RGM 425554, RGM 425943) et de divers os de phalange du pied (MGPT- PU 135356, RGM 261535, RGM 261945). De plus, du matériel géologiquement plus ancien mais morphologiquement comparable a été décrit dans la localité de Scontrone, et a été daté de 9 Ma. Ce matériel est constitué d'un tarsométatarse presque complet, SCT 23 ; bien qu'il soit temporellement séparé de l'autre matériau, la morphologie et la taille inhabituellement grande de l'os suggèrent qu'il appartient à Garganornis.

## Classification
Le nom valide complet (avec auteur) de ce taxon est Garganornis Meijer (d), 2014,.
Plusieurs caractéristiques du tibiotarse permettent de placer définitivement Garganornis dans l'ordre des Ansériformes : le condyle médial est incliné médialement et porte une saillie à son extrémité antérieure ; et le canal du tendon extenseur est placé au centre de la fosse intercondylienne. Les caractéristiques du carpometacarpus permettent une attribution plus spécifique à la famille des Anatidae : le processus extenseur est parallèle à la trochlée carpalienne et n'est pas incliné vers le bas ; le processus pisiforme est large et non pointu ; et un petit bouton est présent au-dessus de la fovéa caudale du carpe.
Garganornis partage particulièrement un certain nombre de caractéristiques dans le tibiotarse avec un autre groupe de grands ansériformes, les Gastornithidae. En particulier, la fosse intercondylienne est large, l'ouverture inférieure du canal extenseur est circulaire (bien qu'elle soit placée plus au centre par rapport aux condyles que chez les gastornithides), le sulcus extenseur est relativement profond et le pont supratendineux (une projection au-dessus du ouverture du canal extenseur) présente une dépression sur son côté. Cependant, étant donné que les gastornithides et autres faunes paléogènes ne semblent pas avoir survécu (ni même atteint) cette région, il est plus probable que ces traits partagés soient des adaptations convergentes à des tailles corporelles gigantesques.

### Étymologie
Le nom générique, Garganornis, est la combinaison de Gargan[o] qui fait référence à la région du Gargano où les fossiles holotypes ont été découverts et du suffixe grec grec ancien ὄρνις, ornis, « oiseau ». 
L'épithète spécifique, ballmanni, a été donnée en l'honneur du géologue et paléontologue allemand Peter Ballmann (d) (1941-) qui a été le premier à décrire les oiseaux de la région du Gargano.

### Publication originale
- (fr + en) Hanneke Johanna Maria Meijer, « A peculiar anseriform (Aves: Anseriformes) from the Miocene of Gargano (Italy) », Comptes Rendus. Palévol, Académie des sciences et Muséum national d'histoire naturelle, vol. 13, no 1,‎ janvier 2014, p. 19-26 (ISSN 1777-571X, OCLC 49514571, DOI 10.1016/J.CRPV.2013.08.001, lire en ligne).